# چهل‌ستون
کاخ چهل‌ستون اصفهان از بناهای تاریخی اصفهان است. کاخ چهل ستون که بالغ بر ۶۷۰۰۰ متر مربع مساحت دارد، در دوره شاه عباس یکم در دوره صفوی احداث آن آغاز شد و در وسط آن عمارتی ساخته شده بود. شاه عباس اول، کوشکی در میان باغ بنا نهاد که این کوشک هسته اولیه کاخ را تشکیل داد که تالار میانی کاخ چهل ستون و غرفه‌های چهار گوشه آن را در بر می‌گرفت.
در سلطنت شاه عباس دوم، ساختمان تکمیل شد و در ساختمان موجود مرکزی، تغییرات کلی داده شده است و تالار آینه، تالار ۲۰ ستون، دو اتاق بزرگ شمالی و جنوبی تالار آینه، ایوانهای طرفین سالن پادشاهی و حوض بزرگ مقابل تالار با تمام تزیینات نقاشی و آینه‌کاری و کاشی‌کاری دیوارها و سقف‌ها افزوده شده است. در ابتدا به‌جای آینه نقاشی‌هایی وجود داشته ولی بعد از آتش گرفتن کاخ و به هنگام پاک‌سازی آن از دوده قسمتی از سقف ایوان را آینه‌هایی از نقره به‌جای جیوه استفاده کردند.
تالار مرکزی کاخ که اختصاص به میهمانان خارجی و شخصیت‌های کشورهای دیگر داشت حاوی نقاشی‌هایی است که وقایع تاریخی دوران‌های مختلف را بیان می‌دارند. این سالن با شکوه دارای گنبدی منقوش می‌باشد که  با لچکی‌های رنگارنگ و طلاکاری های زیبا  از شاهکارهای هنری آن عصر محسوب می‌شود.
افتتاح تالار کتیبه‌ها در کاخ موزه چهلستون، دلیل تازه‌ای برای دیدار با این بنای ثبت شده در فهرست میراث جهانی بشر می‌باشد. ۱۴ کتیبه سنگ و کاشی که قدمتی حدود ۴۰۰ تا ۷۰۰ سال را دارا می‌باشند، از فضاهای مختلف چهلستون و بناهای دیگر به اتاقی کوچک در کاخ منتقل انتقال یافته‌اند تا در قالب یک مجموعه جذاب و متنوع در معرض دید عموم قرار بگیرند و به همین واسطه هم درهای این اتاق به روی گردشگران گشوده گردیده است.

## ساختمان کاخ
عمارت چهل‌ستون که عمارت اصلی درون باغ است، بر اساس کتیبه‌ای که در سال ۱۳۲۷ شمسی از زیر گچ اندودهای بنا آشکار شد در سال ۱۰۵۷ هجری قمری ساخته شده است و تا آن زمان تاریخ ساختمان آن را به درستی نمی‌دانستند.
ایوان کاخ چهل‌ستون مرکب از دو بخش است یک بخش که بر ۱۸ ستون چوبی و رفیع استوار است چهار ستون وسط که بر روی ۴ شیر سنگی قرار گرفته و حجاری آن‌ها به گونه‌ای است که دو شیر به یک سر انسان نشان داده می‌شود. جهش آب در حوض میان تالار از دهان چهار شیری که در چهار گوشه حوض قرار دارند و فواره‌های سنگی مسیر جوی کوچک اطراف کاخ صفای مخصوصی به این قصر می‌داده است. قسمت دیگر که کمی مرتفع تر است سردر ورودی تالار را تشکیل می‌دهد و در بعضی منابع آن را تالار آینه نامیده‌اند. این قسمت بر دو ستون قرار گرفته و سراسر آن مزین به آینه‌کاری وسیع و پرکاری است که در آن آینه‌های ریز و خوش نقش به صورت معرق در کنار آینه‌های قدی و خشتی به کار رفته‌اند. سقف ایوان نیز با نقاشی‌های گوناگونی که در قابهای چوبی ظریفی به اشکال مختلف هندسی محصور شده‌اند تزیین یافته است. تصویر قرینه حوض مرمرین وسط ایوان در تزئینات سقف مشاهده می‌شود. این قرینه‌سازی شباهت بسیاری با ایوان عالی‌قاپو دارد.

## قسمت‌های دیدنی عمارت چهل‌ستون
- تالار ۱۸ ستون
- تالار آینه
- شیرهای سنگی چهار گوشه حوض مرکزی
- تزئینات عالی طلاکاری و نقاشی‌های سالن پادشاهی
- تصویری از شاه عباس اول با تاج مخصوص
- آثاری مانند سر در مسجد قطبیه و سر درهای زاویه درب کوشک و آثاری از مسجد درب جوباره و مسجد آقاسی که بر دیوارهای ضلع غربی و جنوبی باغ نصب شده است.

## وجه تسمیه
این کاخ به‌طوری که شهرت دارد چهل‌ستون نیست بلکه دارای بیست ستون است که سقف جلوخانِ ورودی آن را نگاهداری می‌کنند. پاره‌ای از سیاحان چنین تصور کرده‌اند که سابقاً این کاخ جلوخان دیگری هم داشته که قرینهٔ جلوخان کنونی بوده و آن هم دارای بیست ستون بوده است. در کل، اگرچه انعکاس ستونهای بیست‌گانه تالارهای چهلستون در حوض مقابل عمارت، مفهوم چهلستون را بیان می‌کند ولی در حقیقت عدد چهل در ایران کثرت و تعدد را می‌رساند و وجه تسمیه عمارت مزبور به چهلستون به علت تعدد ستونهای کاخ می‌باشد.

## ویژگی‌ها

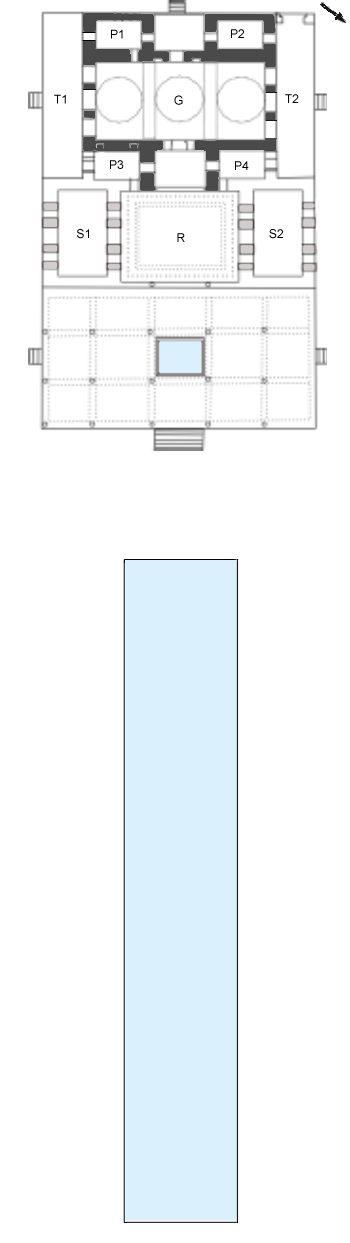
نقشهٔ عمارت و باغ آن

- سقف باشکوه نقاشی تالار ۲۰ ستون و سقف آینه‌کاری تالار آینه و مدخل آینه‌کاری تالار جلوس شاه عباس دوم.
- ستون‌های عظیم تالارهای ۲۰ ستون و تالار آینه که هر یک از آن‌ها تنه یک درخت چنار است.
- شیرهای سنگی چهارگوشه حوض مرکزی تالار و ازاره‌های مرمری منقش اطراف که معرف صنعت حجاری در عهد صفویه است.
- تزیینات عالی طلا کاری سالن پادشاهی و اتاق‌های طرفین تالار آینه و تابلوهای بزرگ نقاشی تالار پادشاهی که شاهان صفوی را به شرح زیر نشان می‌دهد:
  - شاه عباس یکم در پذیرایی از ولی محمدخان فرمانروای ترکستان (مشاهده)
  - شاه اسماعیل یکم در جنگ چالدران (مشاهده)
  - شاه تهماسب یکم در پذیرایی از همایون پادشاه هندوستان (مشاهده)
  - شاه اسماعیل یکم در جنگ با شیبک خان ازبک (نبرد مرو) (مشاهده)
  - شاه عباس دوم در پذیرایی از ندرمحمد خان امیر ترکستان در سلسله اشترخانیان (مشاهده)
  - نادرشاه افشار در نبرد کرنال تابلوی بزرگی که در سلطنت وی شده است. (مشاهده)
- تصویری از شاه عباس اول با تاج مخصوص و مینیاتورهای دیگری در اتاق گنجینه کاخ چهل‌ستون وجود دارد که در سال‌های ۱۳۳۴ و ۱۳۳۵ خورشیدی از زیر گچ خارج شده است.
- آثار پراکنده‌ای از دوران صفویه مانند سردر «مسجد قطبیه» و سردرهای «زاویه درب کوشک» آثاری از «مسجد درب جوباره» یا «پیر پینه‌دوز» و «مسجد آقاسی» که بر دیوارهای ضلع غربی و جنوبی باغ نصب شده است.
- سال ساختمان کاخ چهل‌ستون به موجب اشعاری که در جبهه تالار از زیر گچ خارج شده، مصراع: «مبارک‌ترین بناهای دنیا» می‌باشد که به حساب حروف ابجد سال ۱۰۵۷ هجری قمری (مصادف با ۱۰۲۶ هجری خورشیدی و ۱۶۴۷ میلادی) می‌شود، یعنی پنجمین سال سلطنت شاه عباس دوم.
- سنگ شیرها و مجسمه‌های سنگی اطراف حوض و داخل باغچه‌ها تنها آثاری است که از دو قصر باشکوه دیگر صفویه یعنی آینه‌خانه و عمارت سرپوشیده باقی‌مانده و به این محل منتقل شده است.
- تندیس‌های چهارگانه در گوشه‌های استخر باغ، آناهیتا ایزدبانوی آب‌ها هستند.
- اگرچه انعکاس ستون‌های بیست‌گانه تالارهای کاخ چهل‌ستون در حوض مقابل کاخ، مفهوم چهل‌ستون را بیان می‌کند، علاوه بر آن عدد چهل در ایران قدیم کثرت و تعدد را می‌رساند و وجه تسمیه عمارت مزبور به چهل‌ستون می‌تواند به علت تعدد زیاد ستون‌های این کاخ نیز باشد.
- در ابتدا ستون‌ها با پوششی از آینه‌کاریهای زیبا تزیین شده بوده که در زمان حکومت ظل السلطان قاجار در اصفهان این آینه‌کاری‌ها تخریب شده است و روی نقاشی‌های صفوی با گچ پوشانده شده است.
- انجمن مقدس ملی اصفهان (۱۳۲۴–۱۳۲۶) اصلی‌ترین نهاد سیاسی و تصمیم‌گیری شهر اصفهان در دوره مشروطه اول بوده است. اعضای این شورا با انتخاب مردم اصفهان به شورا راه پیدا کردند و نورالله نجفی اصفهانی ریاست این شورا را بر عهده داشته است. این انجمن بین سال‌های ۱۳۲۴ تا ۱۳۲۶ هجری قمری یعنی از مهاجرت قم تا به توپ بستن مجلس در محل کاخ چهل‌ستون اصفهان تشکیل شده است.[۱۰]

## تجسم تاریخی
در ضیافتی متداول که در نیمه دوم قرن هفدهم در تالار نیمه‌باز و ستون‌دار کاخ چهل‌ستون اصفهان برگزار می‌شد، صدها مهمان از یک وعده غذایی چند مرحله‌ای به همراه شربت و شراب لذت می‌بردند و در عین حال از موسیقی، رقص و سایر سرگرمی‌ها بهره‌مند می‌شدند. شاه صفوی (۱۵۰۱-۱۷۲۲) ریاست این ضیافت را بر عهده داشت. او در فرورفتگی ایوان نیمه‌طاق‌دار نشسته بود و از آنجا، فضاهای رو به گسترش تالار، چیدمان سلسله‌مراتبی مهمانان را در خود جای می‌داد. ستون‌های چوبی باریک، پوشیده از آینه‌های چندوجهی، رنگ‌آمیزی و طلاکاری شده، فضایی سه‌بخشی را مشخص می‌کردند و به مراسم نظم اجتماعی می‌بخشیدند. منسوجات و فرش‌های مجلل هر سطحی را پوشانده بودند؛ جایی که مهمانان و میزبانان با لباس‌های فاخر بر روی کوسن‌ها نشسته و با یکدیگر معاشرت می‌کردند در حالی که غذا و نوشیدنی در ظروف و وسایل باشکوهی از جنس چینی نقاشی شده، سرامیک لعاب‌دار، چوب‌های معطر حکاکی شده، یشم حکاکی شده، فلزات قلم‌زنی شده و شیشه‌های دمیده شده سرو می‌شد. برای افراد مطلع، چنین ضیافتی با لوازم لوکس و تشریفات مجللش، اوج تعهداتی بود که حاکم و رعایا را به هم پیوند می‌داد و عنصری ضروری در نمایش پادشاهی محسوب می‌شد.

## نگارخانه

چهل‌ستون (اثر والتر میتل‌هولتسر حوالی سال ۱۳۰۴)
چهل‌ستون (۱۳۰۴)
چهل‌ستون از داخل (۱۳۰۴)
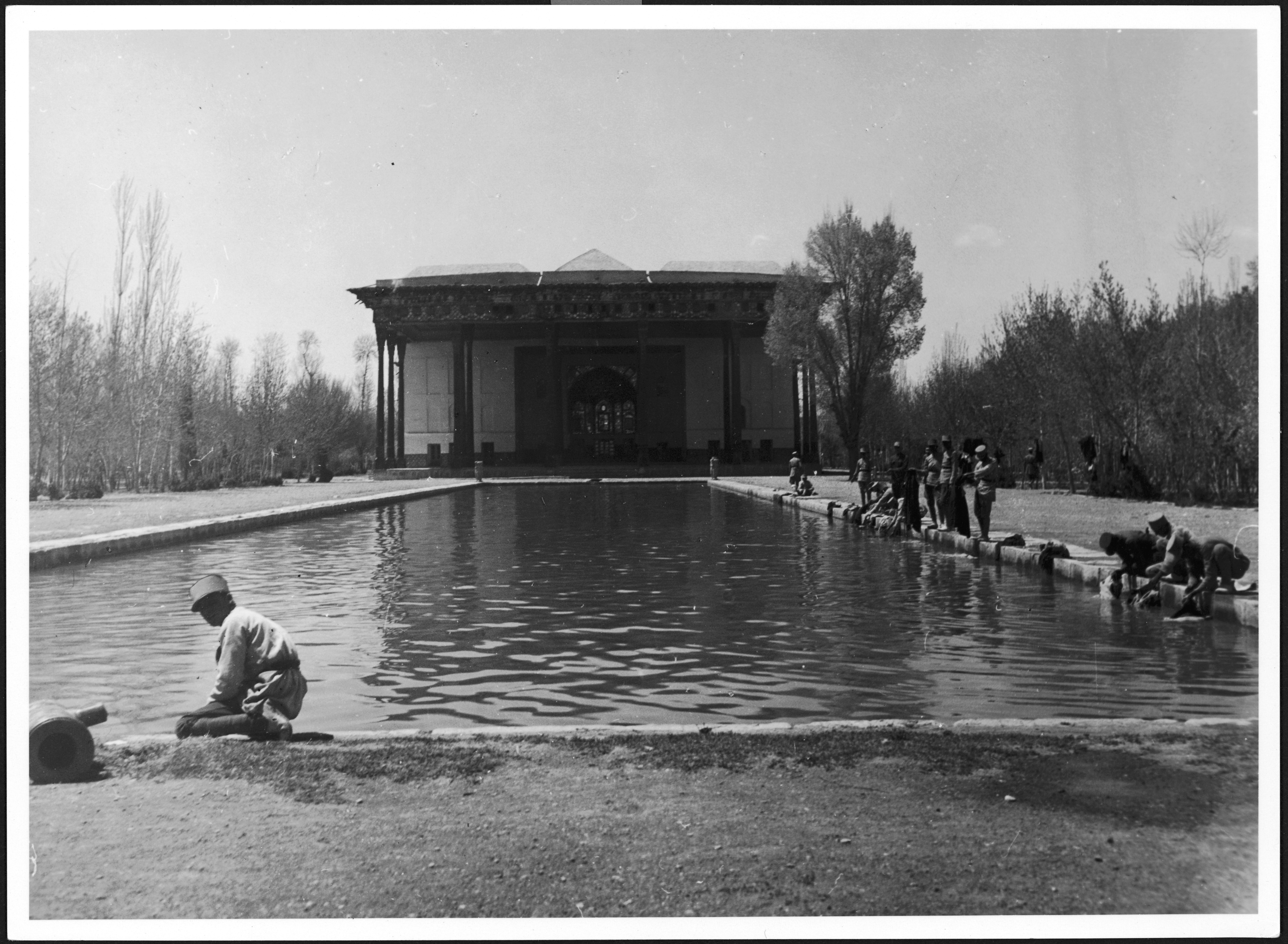
۱۳۱۲
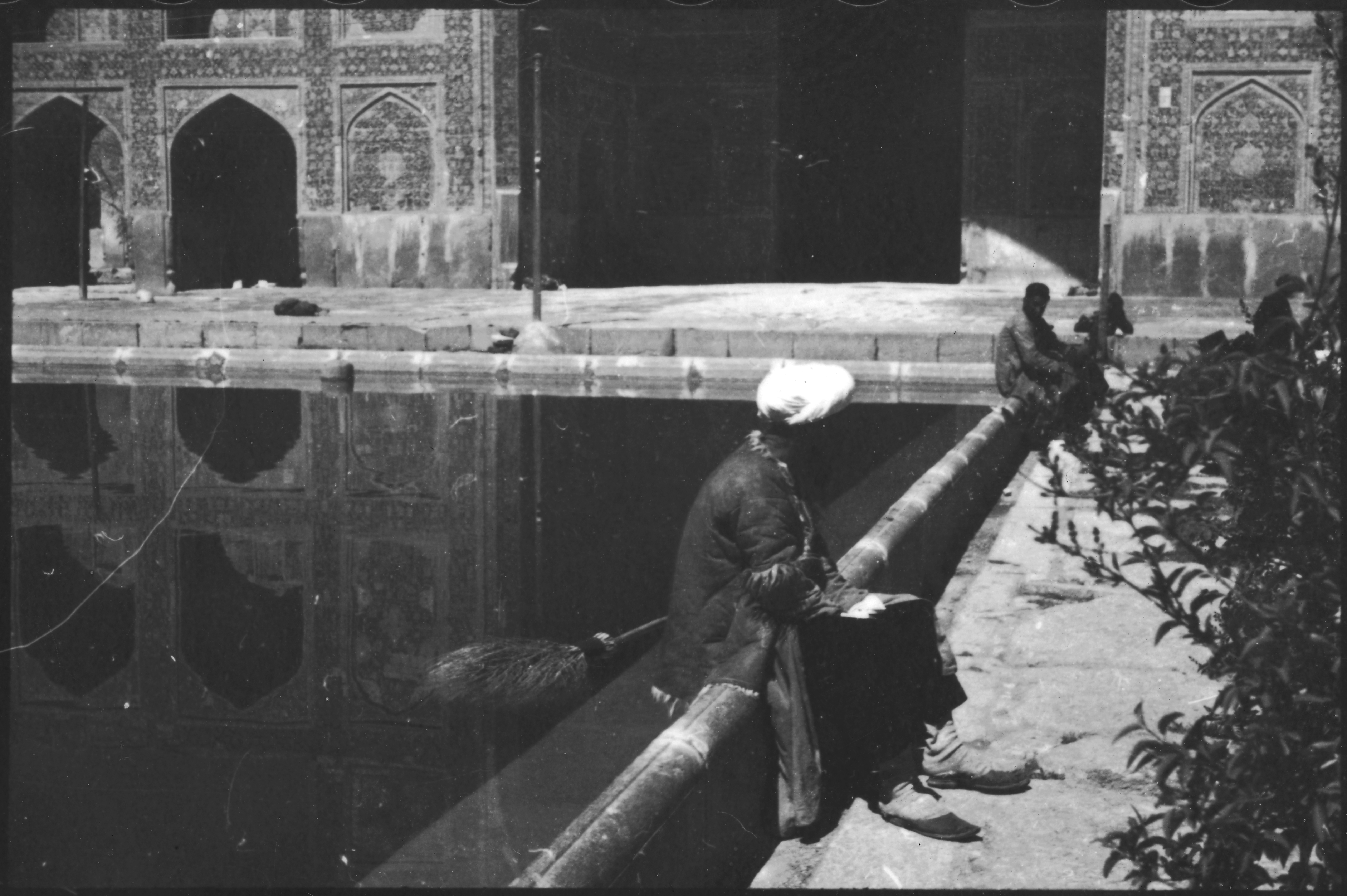
۱۳۱۲
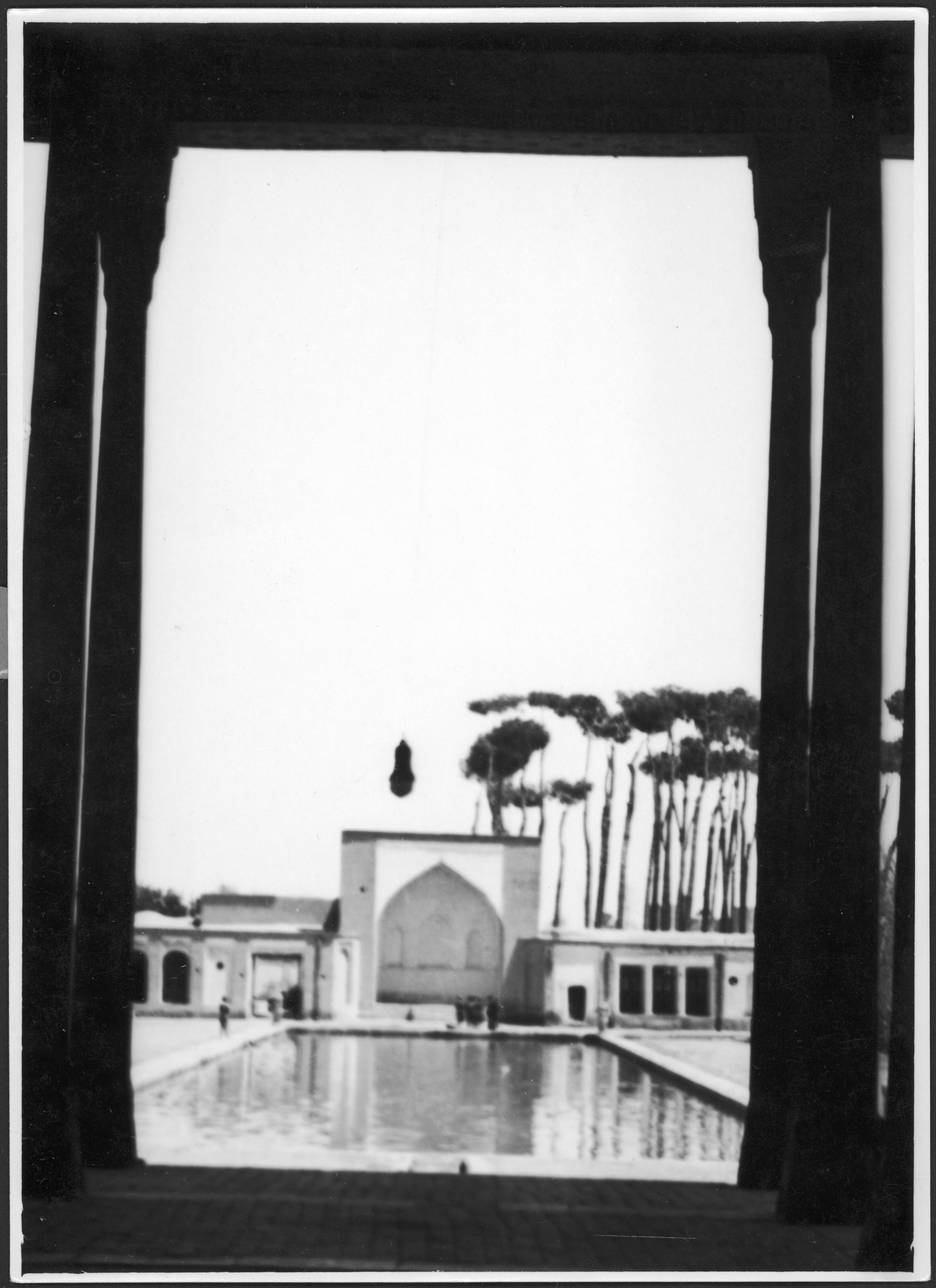
۱۳۱۲ - از داخل به بیرون
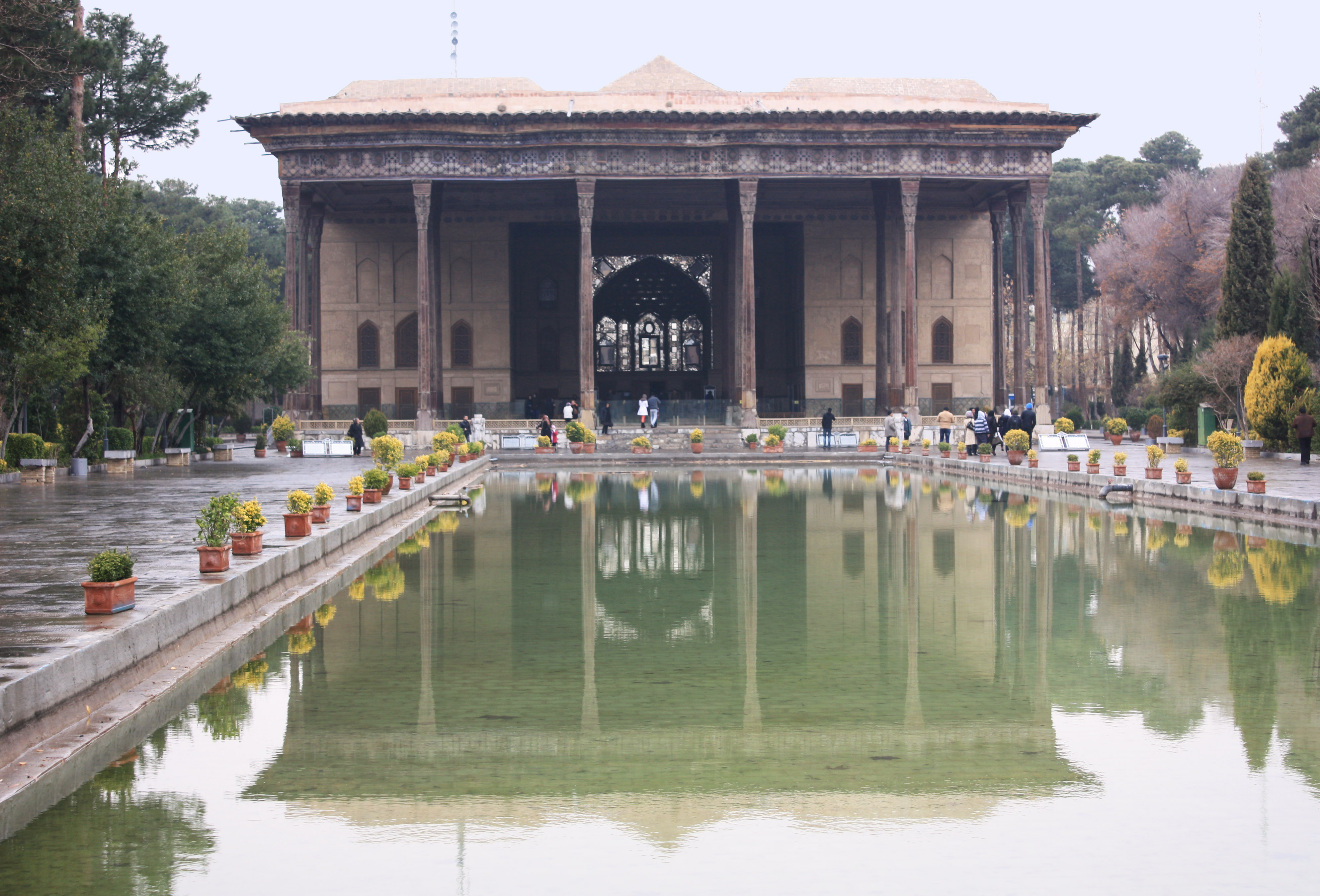
۲۰ ستون در بالا و ۲۰ ستون در آب
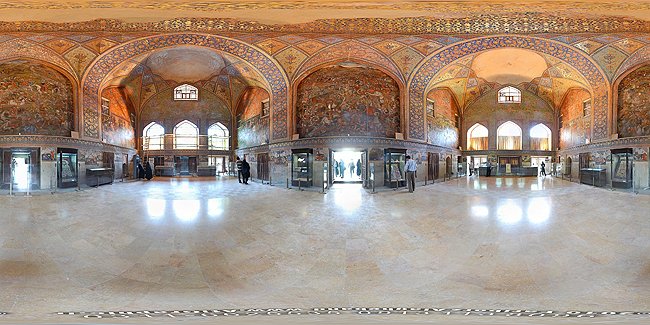
تصویر سراسرنما
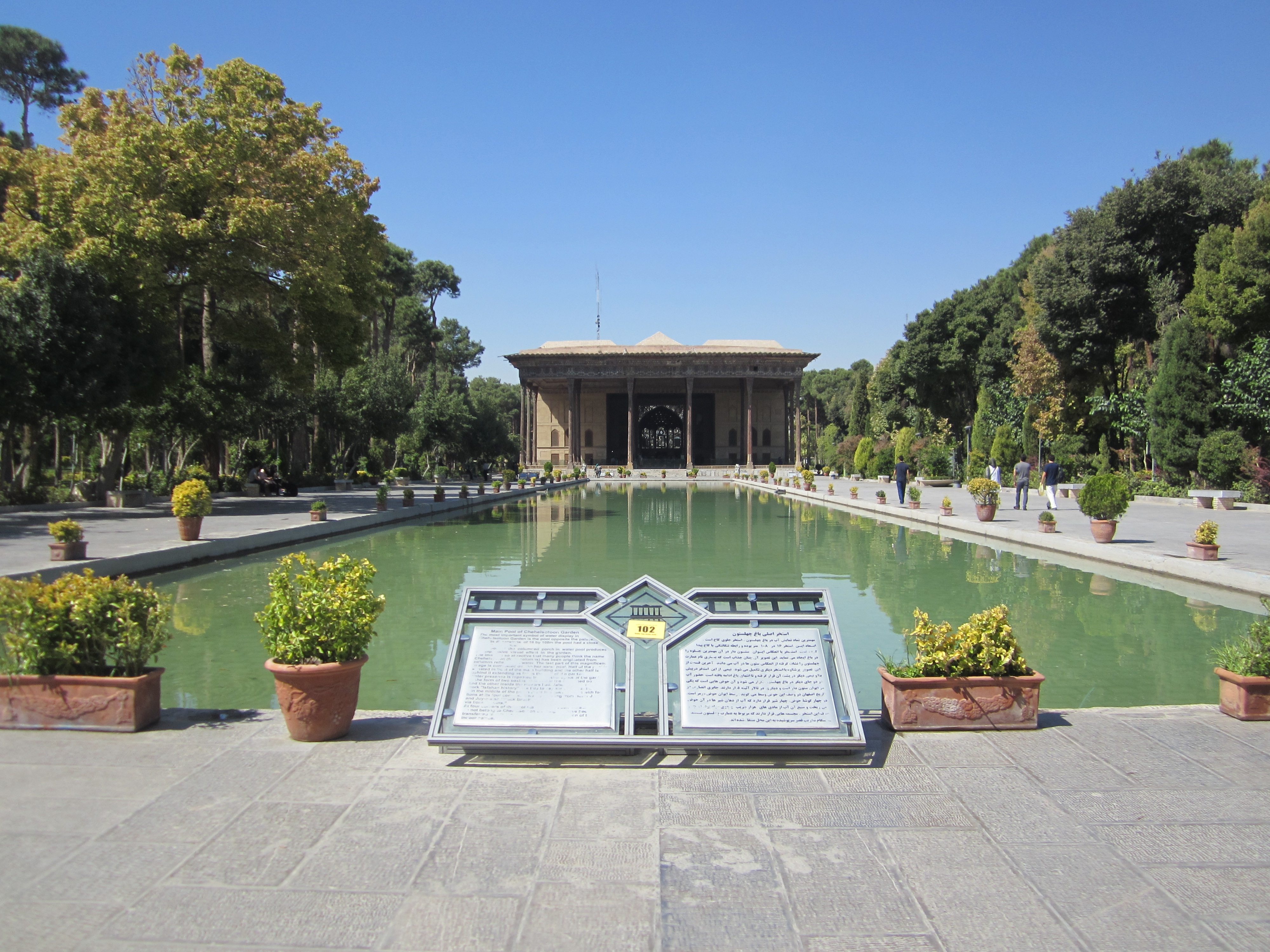
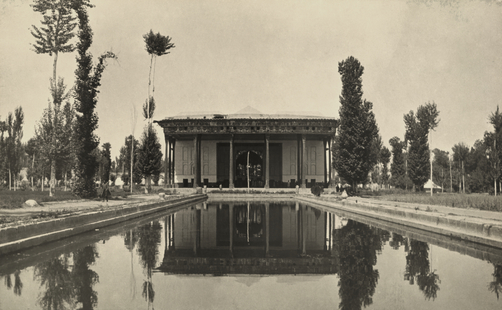
چهل‌ستون در دهه ۱۹۲۰ میلادی
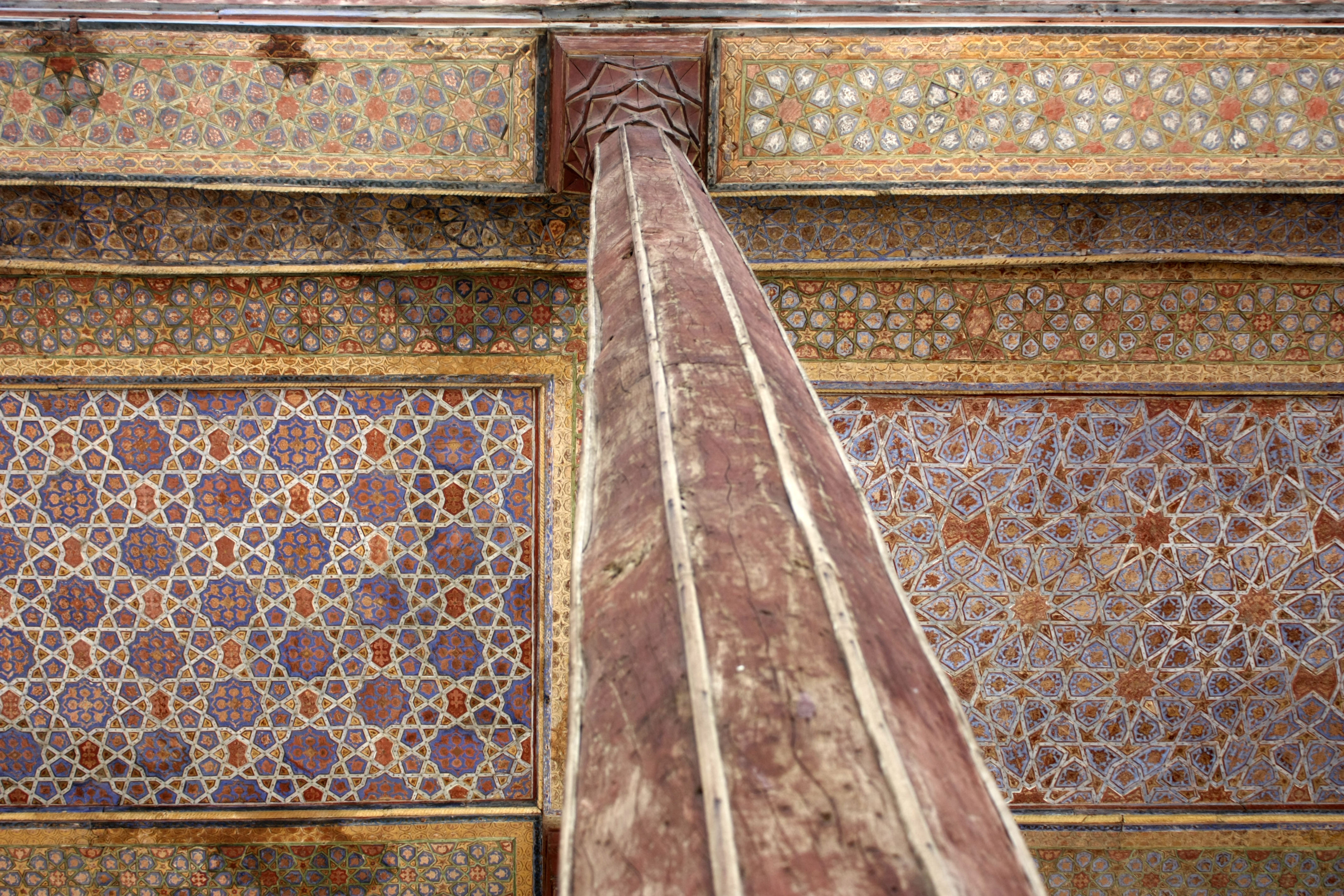
ستون‌ها و سقف عمارت
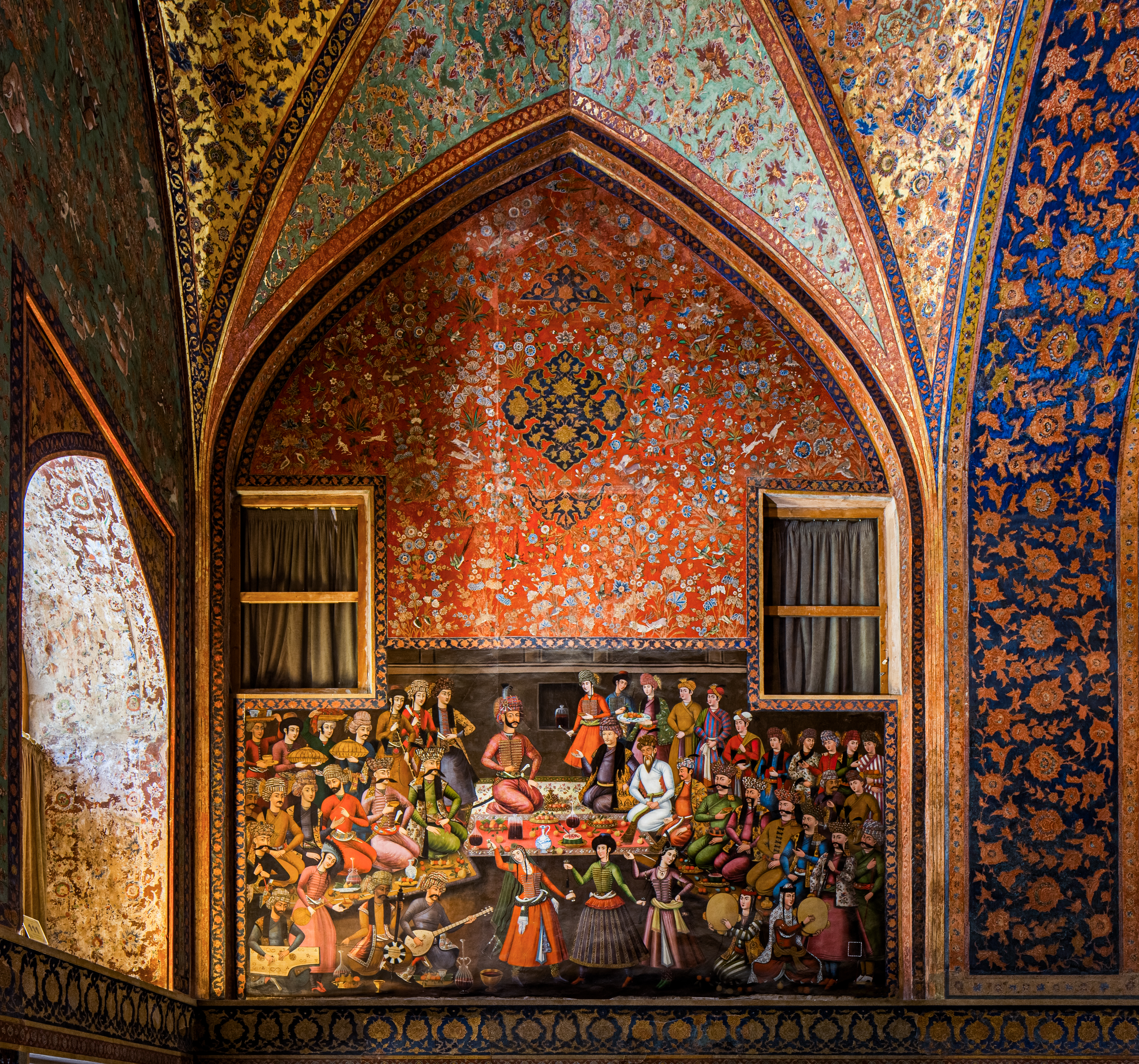
دیوارنگارهٔ «پذیرایی شاه عباس دوم از ولی محمد خان فرمانروای ترکستان» در ضلع شمال غربی تالار مرکزی چهل‌ستون
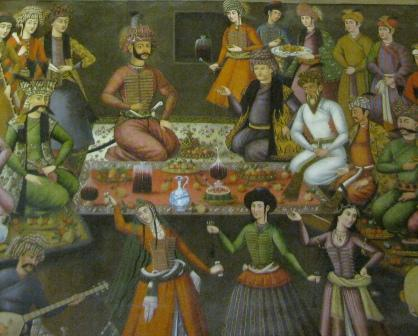
دیوارنگاره‌ای در کاخ چهل‌ستون ﻣﺠﻠﺲ ﺑﺰﻡ شاه عباس کبیر و ولی محمد خان شاه ترکستان
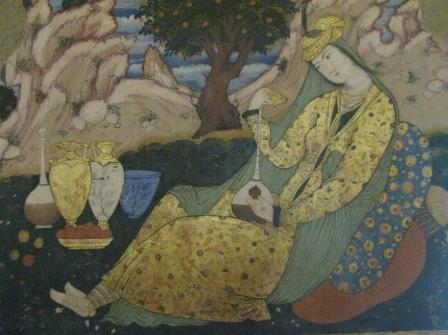
دیوارنگاره‌ای در کاخ چهل‌ستون
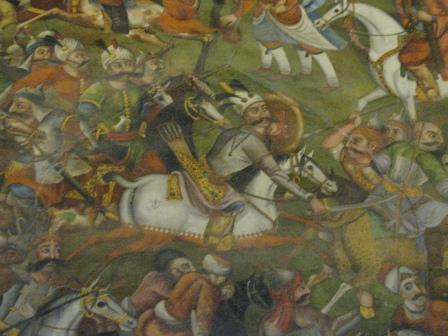
دیوارنگاره‌ای در کاخ چهل‌ستون حکایت جنگ شاه اسماعیل اول با عثمانیان به رهبری سلطان سلیم اول در دشت چالدران است.
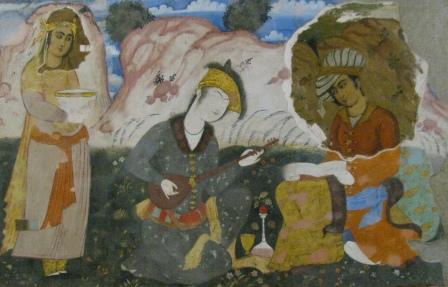
دیوارنگاره‌ای در کاخ چهل‌ستون
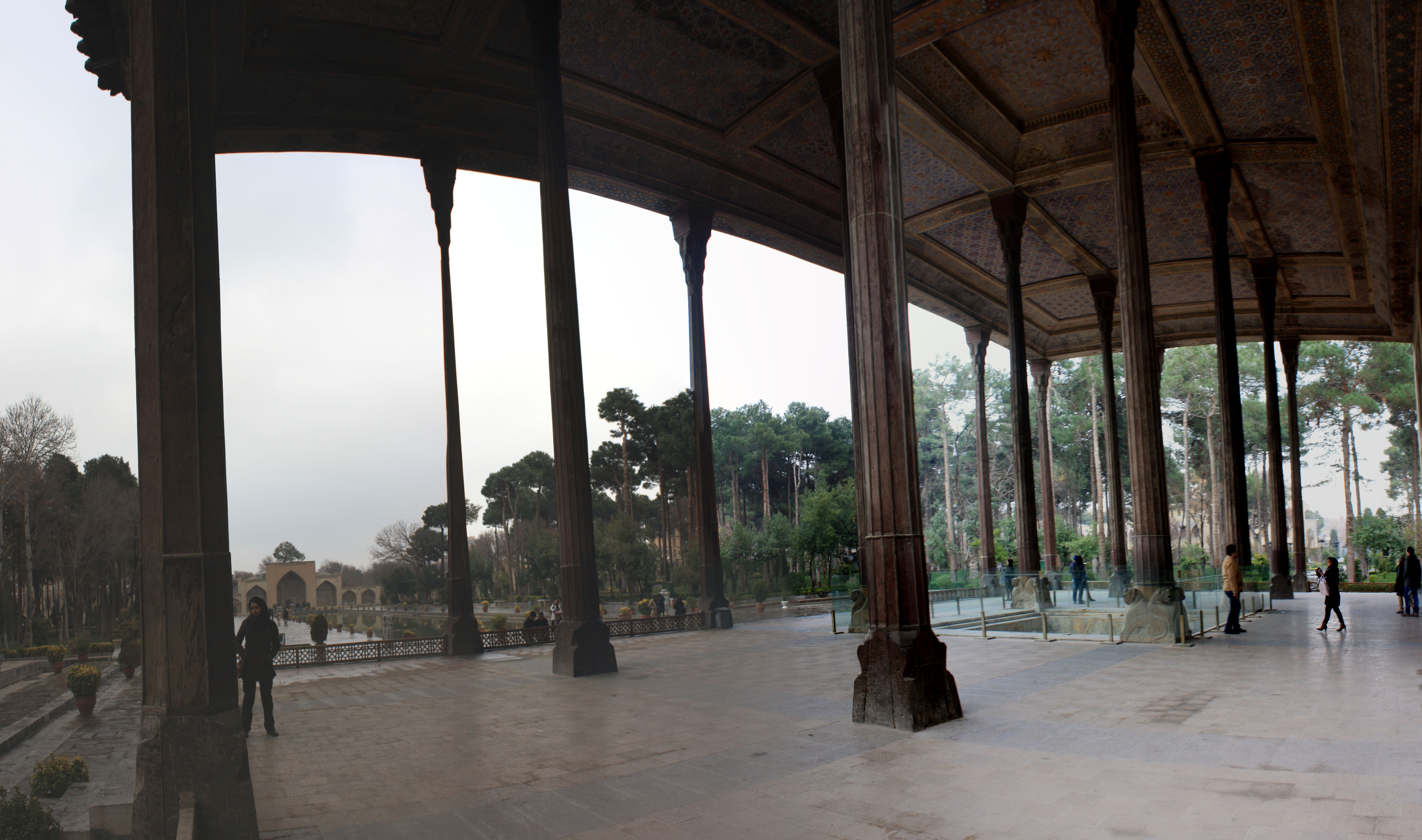
کاخ چهل‌ستون
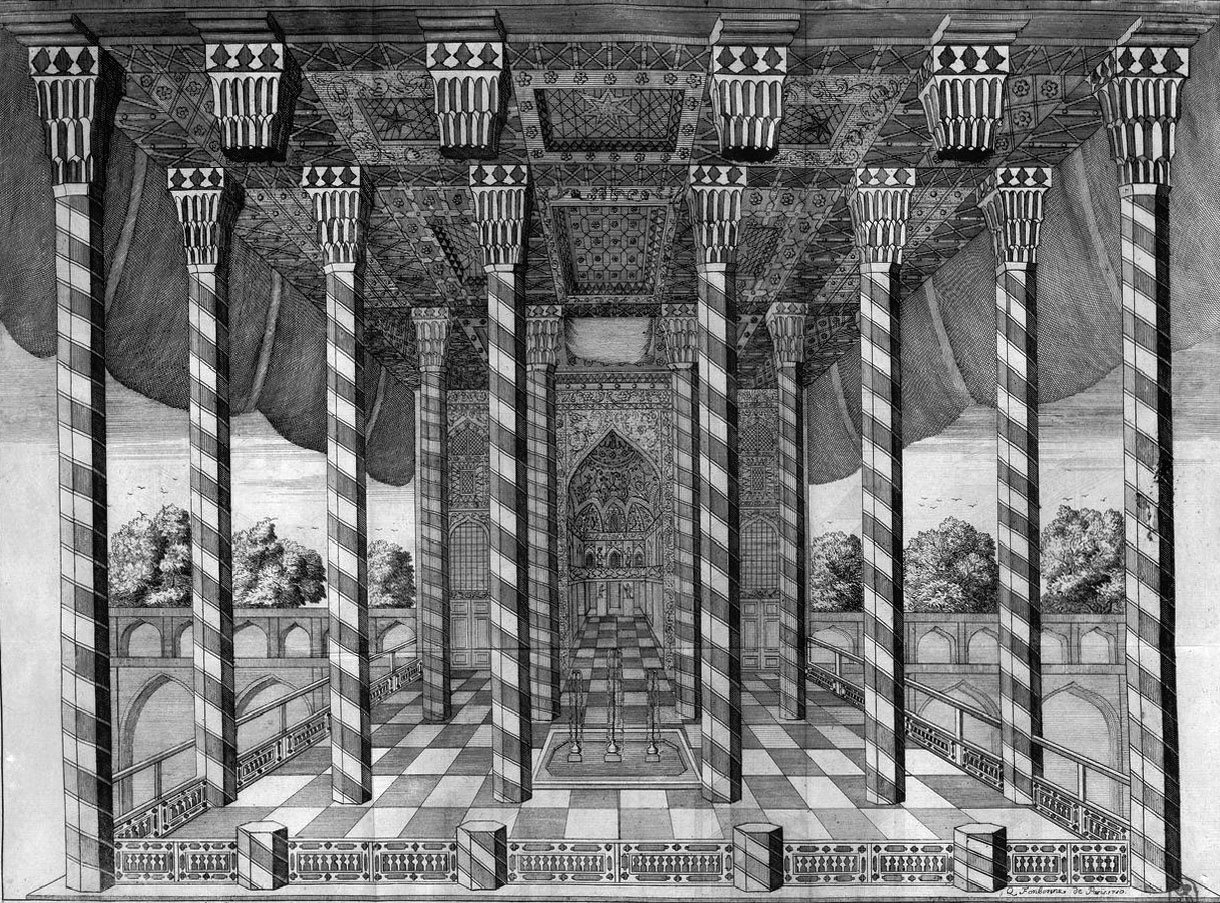
نقاشی از «چهل‌ستون» در سده هفدهم میلادی از کتاب ژان شاردن
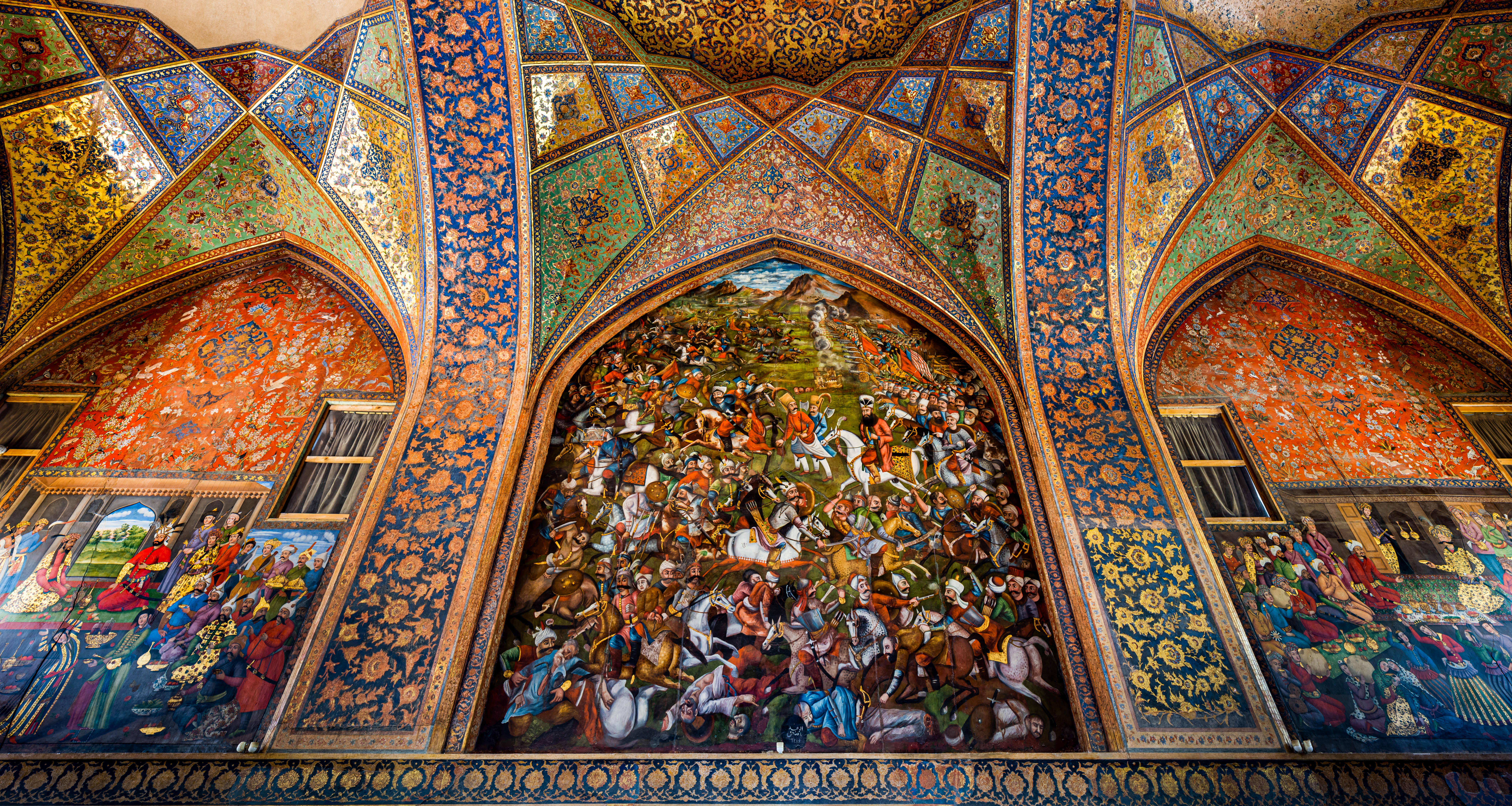
نقاشی جنگ چالدران در چهل‌ستون حکایت جنگ شاه اسماعیل اول با عثمانیان به رهبری سلطان سلیم اول در دشت چالدران است.
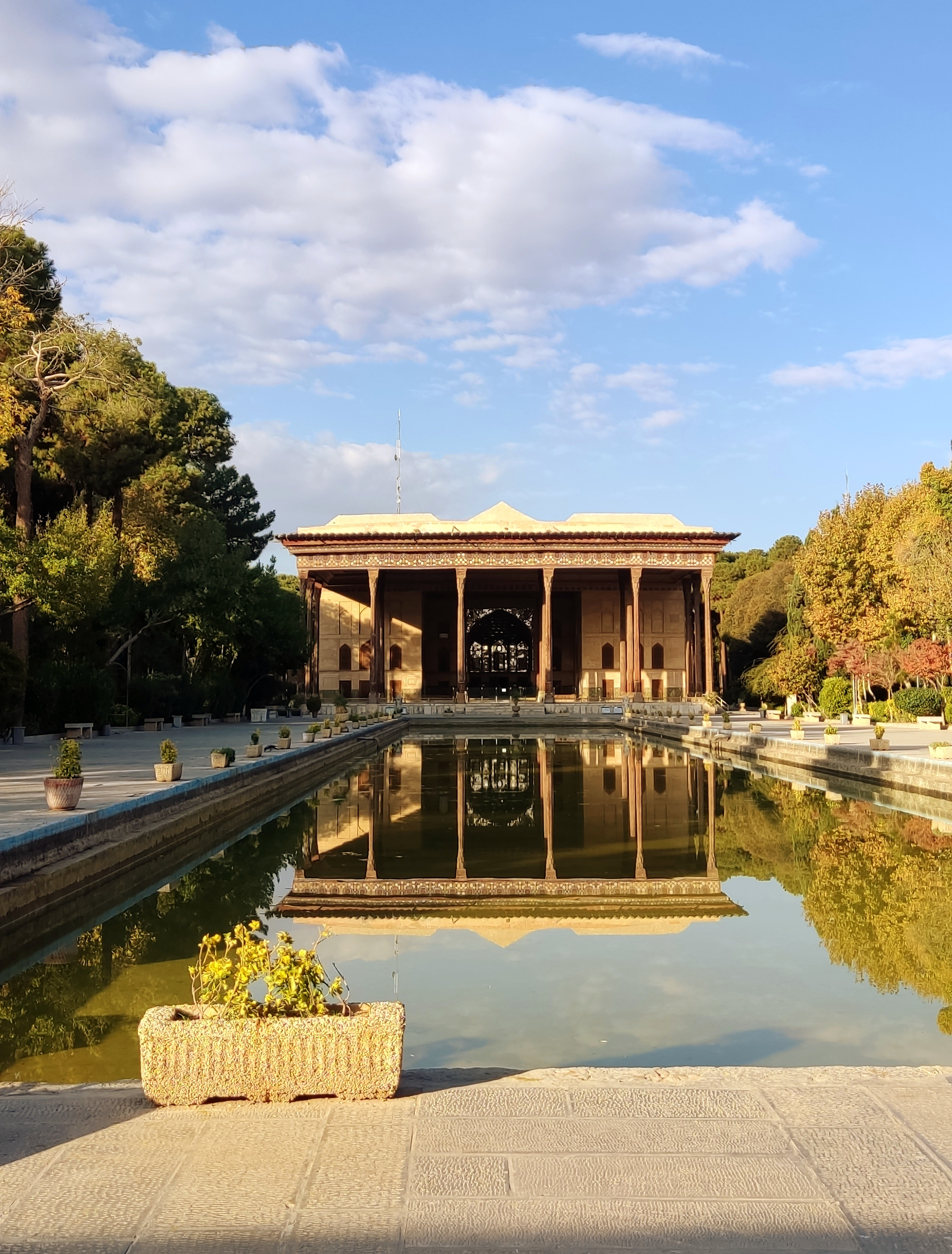
نمایی از کاخ چهل ستون